# حسين برهان الدين
حُسَيْن بُرْهَانُ ٱلدِّين (بديفاناغاري: हुसैन बुरहानुद्दीन)، ويُعرف أيضاً بـ حُسَيْن مُفَضَّل سَيْفُ ٱلدِّين، هو الابن الأصغر للداعي المطلق الثالث والخمسين مُفَضَّل سَيْفُ ٱلدِّين، الزعيم الروحي للفرقة الداودية البهرية التابعة للمذهب الإسماعيلي. يشتهر بكونه قارئاً متقناً للقرآن الكريم، وهو عضو فخري في نقابة قراء القرآن في القاهرة.

## التعليم والنشاط
يترأس حُسَيْن بُرْهَانُ ٱلدِّين عدداً من المؤسسات التعليمية والاجتماعية التابعة لجماعة البهرة، منها:
- جامعة السيفية: حيث يشغل منصب العميد.[2]
- معهد مَهْد الزهراء لعلوم القرآن الكريم: وهو مؤسسة مختصة بتحفيظ وتجويد القرآن الكريم، بإشراف مباشر من والده الداعي المطلق.[3]
- مؤسسة سيفي برهاني للتنمية: يعمل كرئيس لمجلس أمنائها، وتُعنى بالمبادرات التنموية والخيرية.[4]

## الألقاب والتقدير
حصل على لقب «قَارِئ الهند» نظراً لبراعته في تلاوة القرآن الكريم، كما نال جائزة سفير السلام من مجلس حقوق الإنسان في الهند، تقديراً لجهوده في تعزيز الحوار والتسامح بين الأديان، ودوره في المشاريع الخيرية والتنموية.